# Boithang Haokip
Boithang Haokip (Kangpokpi, 9 settembre 1991) è un calciatore indiano, centrocampista dell'East Bengal B.

## Carriera
Ha giocato nella prima divisione indiana.

## Palmarès

### Competizioni nazionali
- Indian Super League: 1

Bengaluru: 2018-2019